# Tsheamo Sefoloshe
Tsheamo Sefoloshe est une gardienne internationale sud-africaine de rink hockey née le 15 décembre 1995. 

## Palmarès
En 2016, elle participe au championnat du monde.

## Référence
1. ↑  Profil sur rinkhockey.net
2. ↑  (es) LISTA DEFINITIVA PARA EL MUNDIAL